# Clanis okurai
Clanis okurai är en fjärilsart som beskrevs av Jean-Marie Cadiou och Holloway 1989. Clanis okurai ingår i släktet Clanis och familjen svärmare. Inga underarter finns listade i Catalogue of Life.